# Jarosław Lasecki

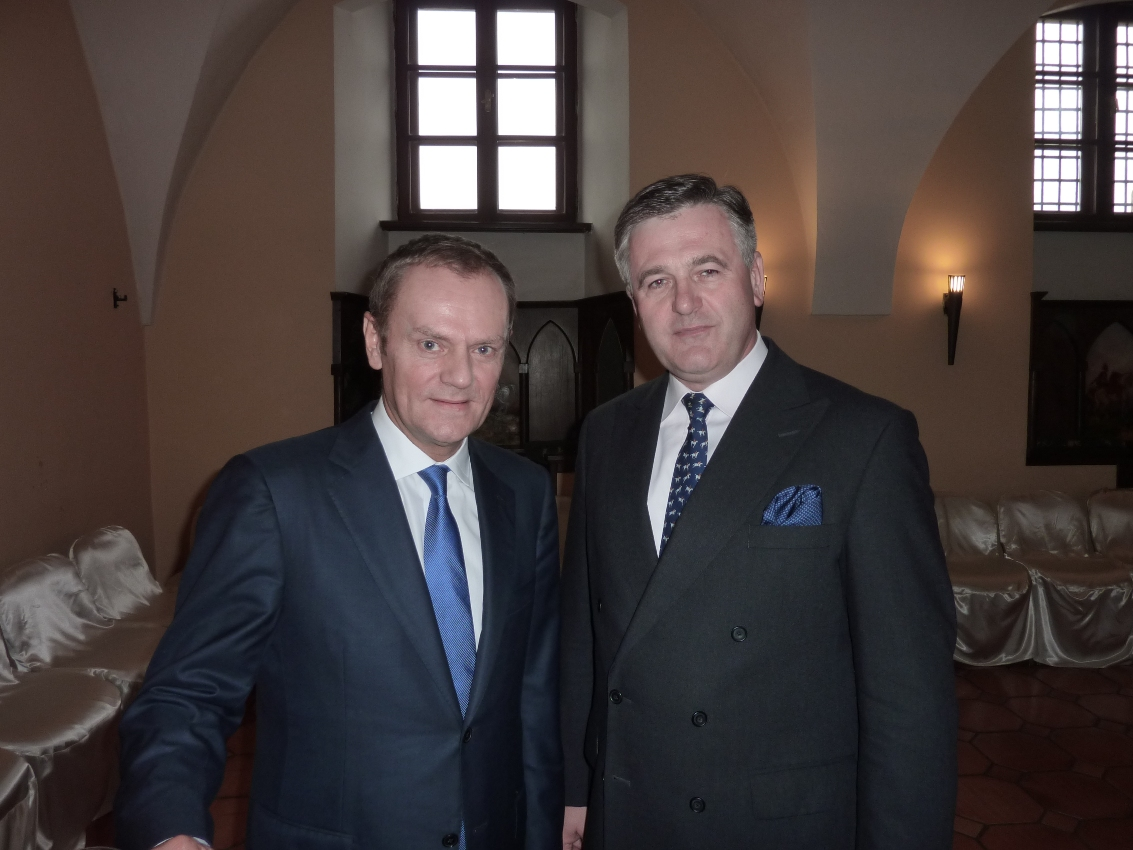
Donald Tusk i Jarosław Lasecki

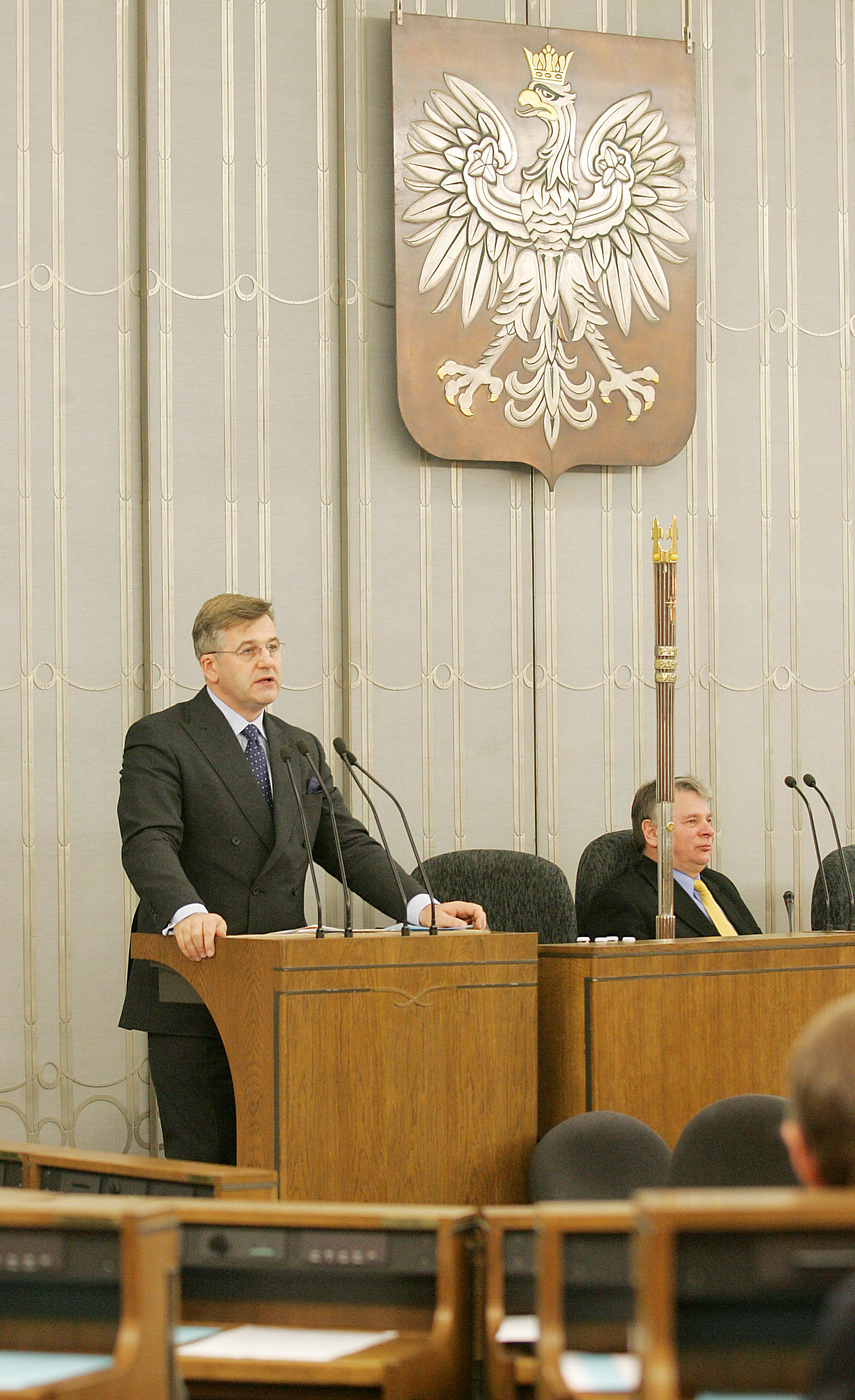
Senator Jarosław Lasecki w Senacie RP

Jarosław Wacław Lasecki (ur. 1 czerwca 1961 w Myszkowie) – polski przedsiębiorca, polityk, menedżer i działacz społeczny, senator VI i VIII kadencji.

## Życiorys

### Wykształcenie

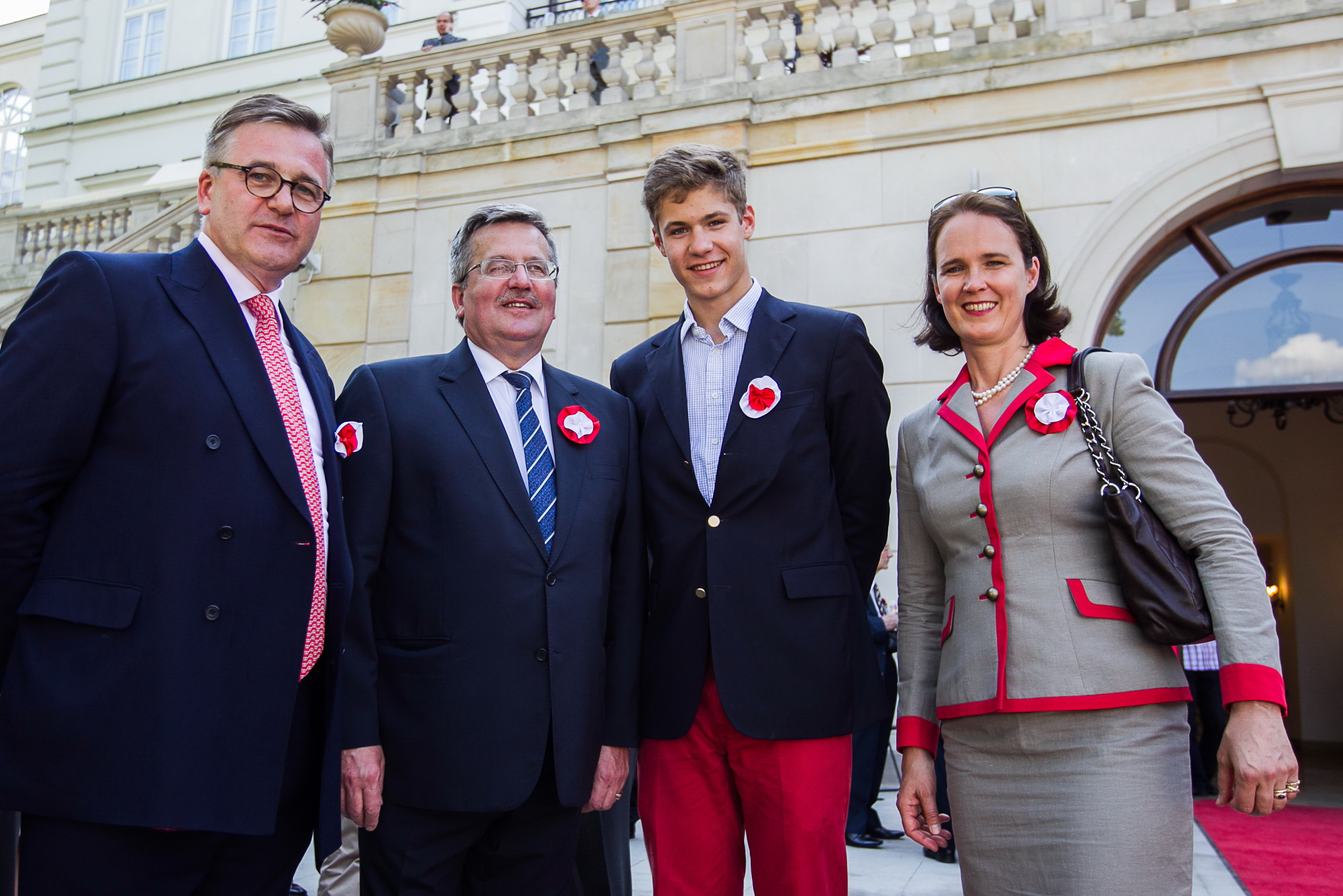
Prezydent Bronisław Komorowski (drugi z lewej) i Jarosław Lasecki (pierwszy z lewej) z żoną Beatą Marią (2012)

W 1985 ukończył studia na Wydziale Mechanicznym Politechniki Krakowskiej (w 1990 uzyskał tytuł zawodowy magistra inżyniera mechanika). Według własnej relacji wyjechał następnie z Polski pod pretekstem wyprawy studenckiego koła naukowego na Saharę celem testowania samochodów terenowych, po czym osiedlił się w Westfalii, gdzie podjął pracę jako drwal u właściciela zamku. Kształcił się następnie z germanistyki na Uniwersytecie w Paderborn i był asystentem na RWTH Aachen; otrzymał stypendium fundacji Peter Klöckner Stiftung.

### Działalność zawodowa
Odbył praktykę w przedsiębiorstwie produkującym silniki spalinowe. W latach 1991–1995 pracował (jako pierwszy Polak) w amerykańskiej firmie konsultingowej Boston Consulting Group w Düsseldorfie i Zurychu. W 1995, po śmierci ojca, wrócił do Polski i uruchomił sieć sklepów dyskontowych Plus, należącą do holdingu Tengelmann. Pod jego kierownictwem firma ta znalazła się wśród najbardziej dochodowych przedsiębiorstw handlowych w Polsce. W 2008 Plus z obrotem 1,4 mld zł został sprzedany przedsiębiorstwu Jerónimo Martins, właścicielowi sieci sklepów Biedronka.
W latach 2001–2005 był prezesem zarządu działającej na rynku nieruchomości handlowych spółki z ograniczoną odpowiedzialnością Teng, którą założył wspólnie z niemieckim przedsiębiorcą Karlem-Erivanem Haubem, współwłaścicielem koncernu Tengelmann; w 2005 jego udziały przejęła żona. W latach 2002–2006 posiadał udziały w spółce z o.o. Nova International (również przejęte przez żonę), a w latach 2004–2005 przekazane następnie żonie udziały w spółce z o.o. Teng Air, którą równocześnie kierował. W 2011 został prezesem założonej przez siebie Fundacji Królewskie Zamki Jurajskie. Zajął się również działalnością rolniczą w ramach rodzinnego gospodarstwa o powierzchni ponad 1300 ha na obszarze Jury Krakowsko-Częstochowskiej.

### Działalność społeczna
Zaangażowany w działalność kulturalną i ochronę zabytków, w szczególności w regionie Jury Krakowsko-Częstochowskiej. Sfinansował m.in. remont zabytkowego kościoła parafialnego w Żurawiu, renowację dworu w Żurawiu (zakupionego wspólnie z bratem w 1989), zabezpieczenie ruin zamku w Mirowie (nabytego w 2006). W 1999 za namową Aleksandra Brody dokonał zakupu i w 2000 rozpoczął rekonstrukcję królewskiego zamku w Bobolicach na Szlaku Orlich Gniazd. Został również właścicielem dworu w Skrzydlowie i współwłaścicielem dworu w Małusach Wielkich.
Wsparł m.in. działalność Związku Polskich Kawalerów Maltańskich, Caritasu, Włókniarza Częstochowa. Brał udział w pracach rady ekonomicznej Bazyliki Mariackiej w Krakowie, sponsorował renowację ołtarza Wita Stwosza i zamówienie nowych organów z przedsiębiorstwa Rieger Orgelbau; przekazał także środki na działalność Teatru „Bagatela”.
Został honorowym prezesem Ochotniczej Straży Pożarnej w Żurawiu, członkiem Polskiego Związku Łowieckiego, Stowarzyszenia Menedżerów w Polsce, Izby Przemysłowo-Handlowej, Polsko-Niemieckiej Izby Przemysłowo-Handlowej i Stowarzyszenia Miast Kazimierza Wielkiego.

### Działalność polityczna
W wyborach parlamentarnych w 2005 jako niezależny kandydat uzyskał mandat senatora w okręgu nr 27. Z powodu błędów na kartach do głosowania wybory w tym okręgu zostały decyzją Sądu Najwyższego powtórzone w styczniu 2006 (co było pierwszym takim przypadkiem w historii III RP), Jarosław Lasecki ponownie został wybrany na senatora VI kadencji. W Senacie zasiadał w Komisji Gospodarki Narodowej oraz w Komisji Spraw Zagranicznych. Zasiadał w klubie parlamentarnym Prawa i Sprawiedliwości. Według „Gazety Wyborczej” był najbogatszym senatorem VI kadencji. W przedterminowych wyborach w 2007 bez powodzenia ubiegał się o reelekcję z własnego komitetu.
W 2009 wstąpił do Platformy Obywatelskiej. W wyborach parlamentarnych w 2011 był kandydatem PO w okręgu nr 68; uzyskał wówczas mandat senatora VIII kadencji. W wyborach w 2015 nie został wybrany na kolejną kadencję. W wyborach w 2019 kandydował do niższej izby polskiego parlamentu. Zadeklarował poparcie dla wystawienia przez partię Małgorzaty Kidawy-Błońskiej w wyborach prezydenckich w 2020. W 2023 zrezygnował z członkostwa w PO; w wyborach w tym samym roku wystartował do Senatu jako kandydat niezależny, nie uzyskując mandatu (zajął trzecie miejsce w głosowaniu).

## Odznaczenia i wyróżnienia
W 2004 odznaczony Złotym Krzyżem Zasługi, a w 2011 Krzyżem Kawalerskim Orderu Odrodzenia Polski. W 2025 minister kultury i dziedzictwa narodowego nadał mu Srebrny Medal „Zasłużony Kulturze Gloria Artis”.
W 2000 i w 2003 Jarosław Lasecki był finalistą konkursu „Manager Roku” organizowanego przez Stowarzyszenie Menedżerów Polskich. Wyróżniany nagrodami branżowymi „Inwestor Roku” (1999) i „Menedżer Roku” (2000 i 2003), a także tytułem „Mecenas Kultury” (2001).

## Życie prywatne
Jego rodzina ze strony ojca używała herbu Dołęga i sprowadziła się z Litwy na Wyżynę Krakowsko-Częstochowską na początku XIX w. Jest żonaty z Beatą Marią Lasecką de Lasocką z domu Freiin von Arnim (ur. 1960), architektką wnętrz. Mają pięcioro dzieci. Syn Genowefy Laseckiej, długoletniej prezeski Polskiego Związku Emerytów, Rencistów i Inwalidów w Myszkowie. Brat Dariusza Laseckiego, który pełnił funkcję starosty myszkowskiego.